# Шехов, Вячеслав Александрович
Вячеслав Александрович Шехов (7 ноября 1944, Ленкорань, Азербайджанская ССР) — советский футболист, вратарь.
Воспитанник футбольной школы «Нефтяник» Баку. В чемпионат СССР дебютировал в 1963 году, три года был основным вратарём. В 1966 году команда завоевала единственные в своей истории — бронзовые — медали чемпионата. Шехов провёл три матча в сезоне, в гостевом матче дублёров против «Пахтакора» получил серьёзную травму головы, ударившись о штангу. Впоследствии играл в специальном головном уборе с пластиной внутри. В сезонах 1966 и 1967 играл в команде класса «Б» «Полад» Сумгаит. Выступал в командах высшей лиги «Локомотив» Москва (1967—1969), «Торпедо» Москва (1969), «Нефтчи» Баку (1970—1972), второй лиги «Хазар» Сумгаит (1974), «Прогресс» Кировабад (1976).
По состоянию на 2016 проживал в Пензенской области России.